# Ziordia
Ziordia (spanisch Ciordia) ist eine Gemeinde (Municipio) in Navarra in Spanien mit 353 Einwohnern (Stand: 2024).

## Geografie
Ziordia liegt etwa 53 Kilometer westnordwestlich von Pamplona (Iruña) in einer Höhe von ca. 560 m in der baskischsprachigen Zone Navarras. Die Autovía A-10 durchquert die Gemeinde. 

## Bevölkerungsentwicklung
| Jahr        | 1900 | 1950 | 1970 | 1981 | 1991 | 2001 | 2011 | 2021 |
| ----------- | ---- | ---- | ---- | ---- | ---- | ---- | ---- | ---- |
| Einwohner   | 461  | 544  | 469  | 401  | 388  | 361  | 399  | 352  |
| Quelle: INE |      |      |      |      |      |      |      |      |

## Sehenswürdigkeiten

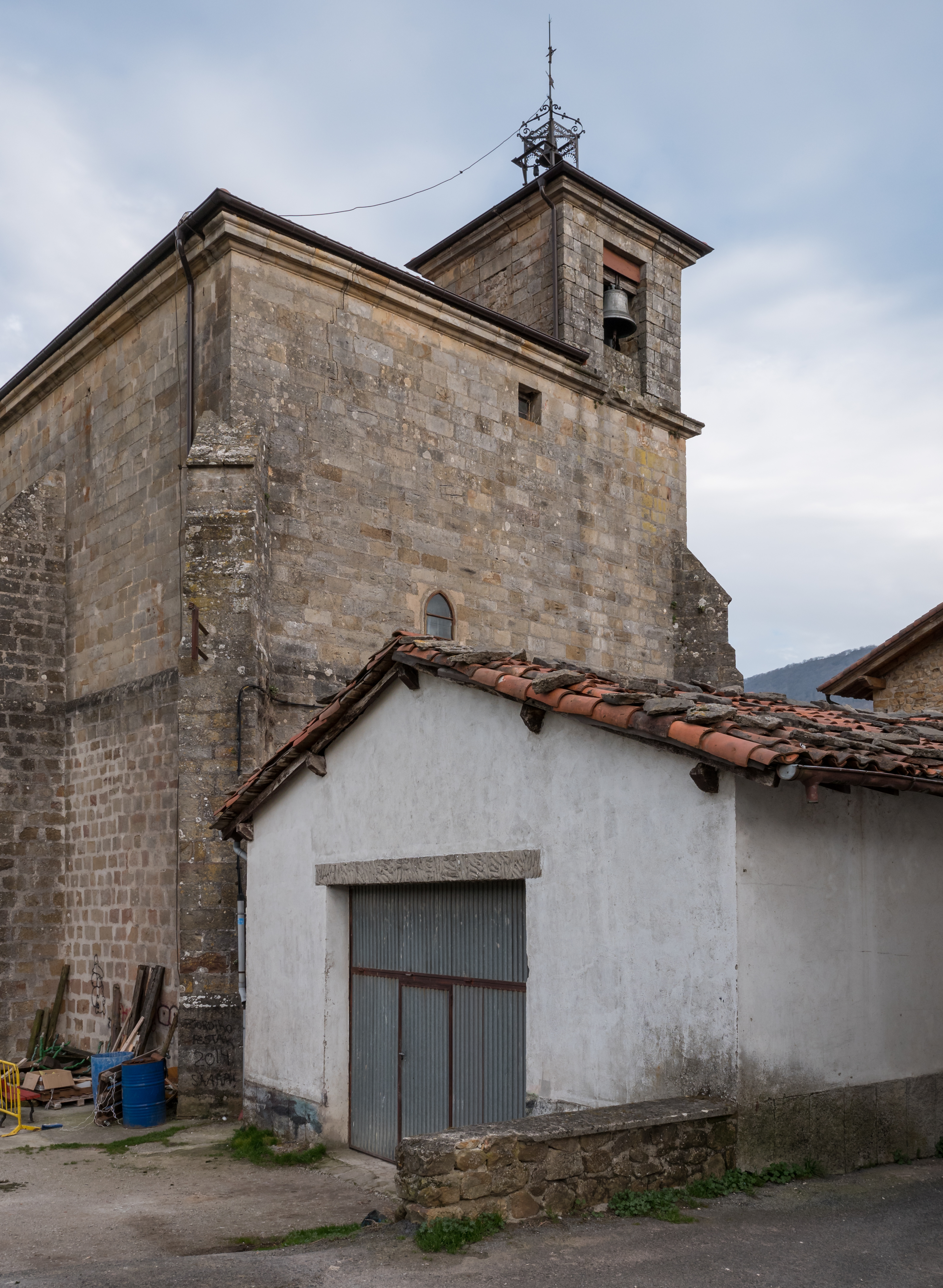
Kirche Mariä Himmelfahrt

- Kirche Mariä Himmelfahrt